# Феодор (Гинеевский)
Митрополи́т Фео́дор (в миру Влади́мир Алекса́ндрович Гине́евский; род. 5 апреля 1955, станица Отрадная, Краснодарский край, РСФСР, СССР) — предстоятель (первоиерарх) неканонической Российской православной автономной церкви, митрополит Суздальский и Владимирский.

## Биография
Родился 5 апреля 1955 года в станице Отрадной на Кубани в семье с казачьими корнями.
В 1972 году в Махачкале познакомился с архимандритом Валентином (Русанцовым) и в том же году стал чтецом Успенского храма в Махачкале и помощником настоятеля храма Валентина (Русанцова).
В 1973 году вместе с Валентином (Русанцовым) переехал в город Суздаль, где был назначен псаломщиком в Казанской церкви.
В 1976 году архимандритом Валентином был пострижен в монашество и в том же году хиротонисан во иеродиакона.
5 марта 1977 года состоялась его хиротония во иеромонаха для служения в Цареконстантиновском храме города Суздаля. Позднее был возведён в достоинство игумена и заочно окончил Московскую духовную семинарию.
В 1989 году написал прошение об увольнении заштат и вместе с Валентином (Русановым) в 1990 году перешёл в юрисдикцию Русской православной церкви заграницей, где был возведён в достоинство архимандрита и после рукоположения в епископский сан Валентина (Русанцова) занял должность секретаря Суздальского епархиального управления.
В 1993 году вместе с Валентином (Русанцовым) и архиепископом Лазарем (Журбенко) отделился от РПЦЗ, войдя в состав самопровозглашенного Временного высшего управления Российской свободной церкви (ВВЦУ РПСЦ).
19 марта 1994 года по решению ВВЦУ РПСЦ состоялась хиротония архимандрита Федора во епископа Борисовского, викария Суздальской епархии. Хиротонию совершили Валентин (Русанцов) и Лазарь (Журбенко), что не было признано законным Архиерейским собором Русской православной церкви заграницей.
В декабре 1994 года, после Лесненского собора РПЦЗ, зарубежные архиереи согласились признать хиротонию епископа Феодора и пригласили его на заседание Архиерейского синода РПЦЗ в Нью-Йорке, где на архиепископа Валентина (Русанцова), епископа Феодора и епископа Серафима были наложены прещения. В этой связи на епархиальном собрании Суздальской епархии и заседаниях ВВЦУ епископ Феодор высказался за прекращение подчинения Архиерейскому синоду РПЦЗ и образовании собственной иерархической структуры.
8 мая 1995 года на заседании ВВЦУ РПСЦ архиепископ Лазарь (Жубенко) в связи с возвращением в РПЦЗ был освобождён от должности председателем ВВЦУ РПСЦ. Вместо него председателем был избран архиепископ Суздальский и Владимирский Валентин (Русанцов). Заместителем председателя был избран епископ Борисовский Феодор.
В 1996 году Архиерейским собором РПЦЗ за уход в раскол лишён священного сана.
С 1996 года в должности секретаря, позднее — управляющего делами Архиерейского синода «Российской православной свободной церкви» (в 1998 году переименована в «Российскую православную автономную церковь»).
В ноябре 2000 года решением синода РПАЦ был возведён в достоинство архиепископа. 15 марта 2001 года решением Архиерейского синода награждён правом ношения креста на клобуке.
Назначен архиепископом Борисовским и Отрадненским, а несколько лет спустя, около 2010 года[прояснить], назначен управляющим Северо-Кавказской епархией РПАЦ с титулом Отрадненский и Северо-Кавказский.
Являлся наиболее влиятельным и авторитетным (после Валентина (Русанцова)) иерархом РПАЦ. После кончины Валентина (Русанцова) являлся первым по старшинству в этой деноминации.
23 января 2012 года на заседании Архиерейского собора РПАЦ избран первоиерархом с титулом архиепископа Владимирского и Суздальского. 6 мая 2012 года был наделён саном митрополита и правом ношения двух архиерейских панагий.
30 августа 2013 года во время попытки изъятия мощей из синодального храма РПАЦ в Суздале сотрудники управления Федеральной службы судебных приставов РФ по Владимирской области применили физическую силу в отношении митрополита Феодора, совершавшего богослужение в храме.
7 сентября 2016 года правоохранительные органы начали обыск в Синодальном доме РПАЦ в Суздале. Из главного храма РПАЦ была изъята компьютерная техника, составлен протокол, а первоиерарх РПАЦ митрополит Феодор (Гинеевский) и епископ Иринарх (Нончин) были задержаны. Руководимый Александром Солдатовым Портал-Кредо.Ру опубликовал серию статей с критикой данных действий. В ответ на это, митрополит Феодор 12 сентября 2016 года издал послание, в котором уверял, что «что Портал-Кредо.Ру является светским изданием и не является органом РПАЦ», а также критиковал его главного редактора Александра Солдатова, открестился от заявлений «Председателя Архиерейского совещания Российской Православной Автономной Церкви (АС РПАЦ), находящегося в Санкт Петербурге. Священноначалие и духовенство РПАЦ не признает АС РПАЦ, которое не является Совещанием ни нашей Церкви, ни её Синода, ни Суздальской епархии. Это отдельная группа, не входящая в нашу юрисдикцию». В послании митрополит Феодор указывал также на то, что архиепископ Андрей (Маклаков), управляющий приходами РПАЦ в США и Западной Европе, выступавший в защиту РПАЦ в международных организациях как официальный представитель Синода РПАЦ, в действительности выражал своё личное, «особое мнение», которое «не распространяется на Архиерейский Синод и Первоиерарха в России»